# La buona uscita
La buona uscita è un film del 2016 diretto da Enrico Iannaccone.

## Uscita in sala
Il film è stato distribuito in Italia da Microcinema il 05/05/2016.